# Stars!
Stars! ist ein rundenbasiertes 4X-Strategiespiel für PC und Windows. Es basiert auf der Idee von VGA Planets von Tim Wisseman.

## Geschichte
Star! wurde 1995 von Jeff McBride und Jeff Johnson produziert. Zunächst wurde es in Deutschland als Shareware von STC Computerservice vertrieben. Später wurde es von Empire Interactive gekauft und in den Handel gebracht. Das Spiel blieb im Besitz der Firma Empire Interactive, bis diese Anfang Mai 2009 aufgelöst wurde.

## Spielprinzip
Es können bis zu 16 Spieler teilnehmen, darunter auch Computerspieler. Jeder Spieler kann sich eine Rasse nach Maß zusammenstellen. Jeder Spieler beginnt mit einem Heimatplaneten und muss Raumschiffe bauen, die Galaxis erkunden, weitere Planeten besiedeln, Rohstoffe fördern, Industrie aufbauen etc.
Die Siegbedingungen können vor Beginn aus verschiedenen Kriterien gewählt werden. Die Auswertung der Züge übernimmt ein „Host“. Im Einzelspielermodus ist dies der eigene PC, bei Multiplayer der PC des Spielleiters. Der Host nimmt die Züge der Spieler entgegen, wertet diese aus, und erstellt für jeden Spieler einen neuen Spielstand.
Lokale Netzwerke und Internet waren damals noch nicht verbreitet. Stars!-Multiplayer-Spiele wurden daher vorwiegend als Play-by-E-Mail abgewickelt, d. h. die Dateien mit Zugdaten bzw. Spielstand wurden per E-Mail übertragen, z. B. innerhalb des FidoNet-Netzwerks. Dazu mussten natürlich feste Zugabgabetermine vereinbart werden.
Der besondere Reiz von Stars! lag in
- einer guten Spiel-Balance,
- sehr variablen Rassen,
- brauchbaren Mechanismen zur Automatisierung des Micromanagements und
- „fairen“ Computergegnern mit ordentlicher Spielstärke.

## Entwicklung
Das Spiel wurde ursprünglich 1995 entwickelt und die Version 2.0 Anfang 1996 veröffentlicht. Später im selben Jahr wurde die Newsgroup rec.games.computer.stars aktiv, die die öffentliche Diskussion über Taktiken erleichterte und es Spielern ermöglichte, neue Spiele zu finden.
Ende 1996 wurde die Shareware-Version 2.60 veröffentlicht, und das Spiel ist seitdem im Wesentlichen unverändert geblieben, obwohl es zahlreiche Aktualisierungen gegeben hat. Version 2.70 ist die Verkaufsversion, die über Kampfgeräusche verfügt und die Forschung über Stufe 10 hinaus erlaubt (die Shareware-Version ist eingeschränkt). Das letzte Dateidatum auf der CDROM der Verkaufsversion ist der 8. Januar 1997; sie wurde im Februar 1997 bei Media Play im Südosten der USA für $41 vor Steuern verkauft. Das Handbuch war 15 mm dick (mehr als ein halber Zoll), aber das Spiel benötigte nur 2 MB Installationsplatz. Die letzte Patch-Version, 2.60j RC4 (Release Candidate 4), wurde im Dezember 2000 veröffentlicht. Die Versionen 2.60 und 2.70 sind kompatibel, solange der Buchstabe der Nebenversion gleich ist (z. B.: 2.60i kann mit 2.70i Spielern gespielt werden). Im Laufe der Jahre haben eine Reihe von Drittentwicklern Tools und Hilfsprogramme bereitgestellt, die den Spielern bei der Verwaltung ihrer Reiche helfen.